# Jaborosa pinnata
Jaborosa pinnata är en potatisväxtart som beskrevs av Rodolfo Amando Philippi. Jaborosa pinnata ingår i släktet Jaborosa och familjen potatisväxter. Inga underarter finns listade i Catalogue of Life.